# Syngnathus variegatus
Syngnathus variegatus är en fiskart som beskrevs av Peter Simon Pallas 1814. Syngnathus variegatus ingår i släktet Syngnathus och familjen kantnålsfiskar. Inga underarter finns listade i Catalogue of Life.